# Jinxiang
Der Kreis Jinxiang (chinesisch 金乡县, Pinyin Jīnxiāng Xiàn) ist ein Kreis in der ostchinesischen Provinz Shandong. Er gehört zum Verwaltungsgebiet der bezirksfreien Stadt Jining. Jinxiang hat eine Fläche von 887,7 km² und zählt 625.262 Einwohner (Stand: Zensus 2010). Sein Hauptort ist die Großgemeinde Jinxiang (金乡镇).